# تشارلز بوين
تشارلز بوين (بالإنجليزية: Charles Bowen)‏ هو سياسي نيوزلندي، ولد في 29 أغسطس 1830 في مقاطعة مايو في جمهورية أيرلندا، وتوفي في 12 ديسمبر 1917 في نيوزيلندا. انتخب وزير العدل ‏ (16 ديسمبر 1874 – 13 أكتوبر 1877) وانتخب عضو مجلس النواب النيوزيلندي.